# 張雅嵐
張雅嵐（1986年6月5日—），台灣女子羽毛球選手，目前為自由球員。

## 簡歷
2004年，張雅嵐與鄭韶婕、白旻潔等一同參加在加拿大舉行的世界青年羽毛球錦標賽，闖進女單十六強，最終負於三號種子、中國的王琳出局 。
2012年，張雅嵐在奧克蘭羽球公開賽奪得女子單打冠軍，並在同年陳中仁搭檔出戰加拿大羽毛球大獎賽混合雙打項目，奪得銅牌。

## 主要比賽成績
| 年份   | 賽事               | 公開賽級別 | 項目     | 搭檔   | 成績   |
| ------ | ------------------ | ---------- | -------- | ------ | ------ |
| 2012年 | 奧克蘭羽毛球國際賽 | 國際系列賽 | 女子單打 | －     | 冠軍   |
| 2012年 | 加拿大羽毛球大獎賽 | 大獎賽     | 混合雙打 | 陳中仁 | 準決賽 |
| 2018年 | 荷蘭羽毛球國際賽   | 國際系列賽 | 女子雙打 | 程文欣 | 冠軍   |

| 2007-2017年 | 首要超級賽 | 超級賽 | 黃金大獎賽 | 大獎賽 | 國際挑戰賽 | 國際系列賽 | 未來系列賽 | 其他 |

| 2018-2026年 | 總決賽 | 超級1000賽 | 超級750賽 | 超級500賽 | 超級300賽 | 超級100賽 | 國際挑戰賽 | 國際系列賽 | 未來系列賽 | 其他 |